# Magicicada
Cigale périodique
Genre
Magicicada est un genre d'insectes hémiptères de la famille des cigales (sous-famille des Cicadettinae, tribu des Lamotialnini (en)), seulement présent dans l'Est de l'Amérique du Nord. Ces insectes, communément appelés cigales périodiques, ont un cycle de vie de — et apparaissent en grand nombre tous les — 13 ou 17 ans selon les espèces.

## Étymologie et noms vernaculaires

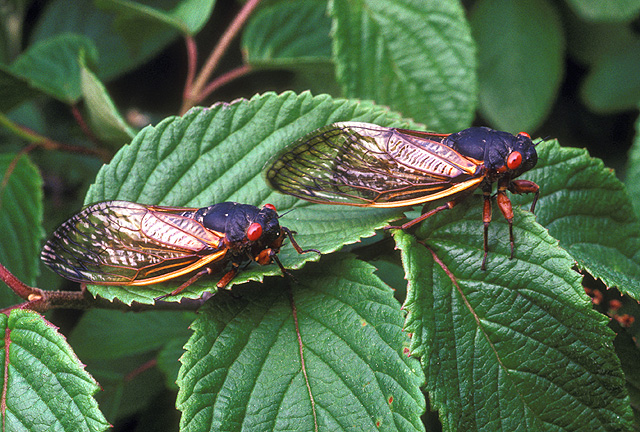
Magicicada septendecim

Le nom donné au genre par William T. Davis (en) en 1925, Magicicada, est une apocope de l'anglais  magic cicada (« cigale magique »).
Le nom vernaculaire en français (cigale périodique) et en anglais (periodic cicada) traduit la périodicité des éclosions observée pour le genre, 13 ans pour les cigales treize-ans (Magicicada tredecim, Magicicada neotredecim, Magicicada tredecassini et Magicicada tredecula), 17 ans pour les cigales dix-sept-ans (Magicicada septendecim et Magicicada septendecula),. Cette longévité de dix-sept ans est le record mondial pour des insectes vivant en milieu naturel,.
En japonais, « cigale périodique » se dit 周期ゼミ (Shūkizemi, litt. « Cigale périodique »), mais une autre dénomination courante est 素数ゼミ (Sosūzemi, litt. « Cigale nombre premier »), en raison du caractère premier des nombres 13 et 17.

## Description et cycle vital

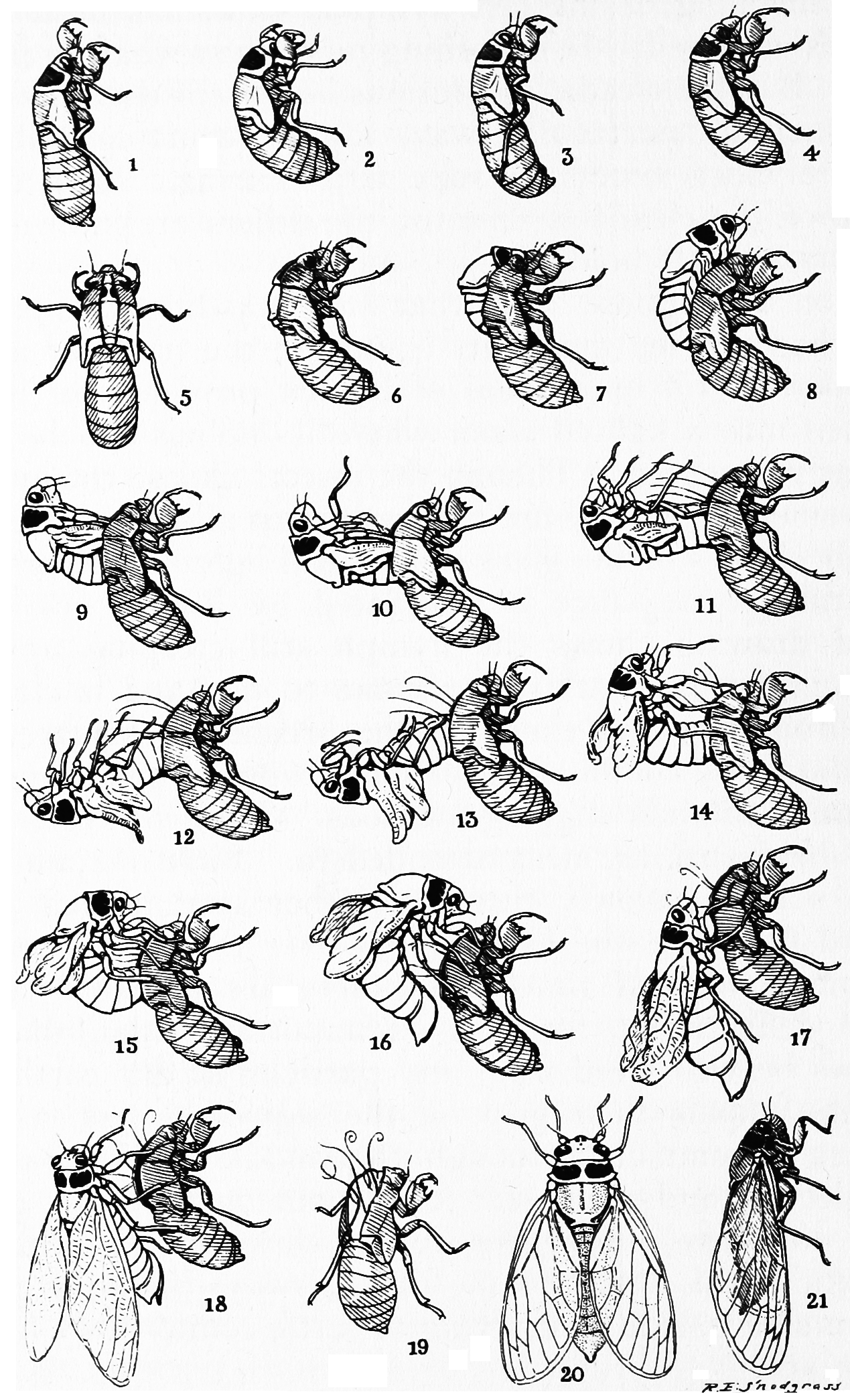
Mue de Magicicada, du stade nymphal à la forme adulte.

Les cigales du genre Magicicada sont généralement rouges et noires, parfois jaunes et noires, et d'une longueur moyenne variant de 30 à 40 mm. Elles sont dotées d'une paire d'yeux rouges. Les femelles possèdent un oviscapte mobile, repliable le long de la partie terminale de leur abdomen en forme de pointe.
Les larves vivent enfouies sous terre pendant treize ou dix-sept ans, avant de rejoindre l'air libre par centaines de milliers ou par millions pour effectuer leur mue et se reproduire,,. L'émergence printanière se déroule après le coucher du soleil. Les mâles précèdent les femelles de quelques jours. La durée de la mue imaginale est de l'ordre d'une heure. La rigidification de l'exosquelette de l'imago nécessite au moins cinq jours d'attente silencieuse. Après leur sortie du sous-sol, les cigales périodiques disposent de quelques semaines de durée de vie pour assurer la continuité de leurs lignées,.
Contrairement à la plupart des espèces de cigales, les populations de cigales périodiques vivent à l'état larvaire de manière quasi synchronisée, à l'échelle régionale. De ce fait, alors que les formes adultes des autres genres sont présentes chaque année, celles du genre Magicicada ne sont observées dans une zone géographique donnée que tous les treize ou dix-sept ans,,.

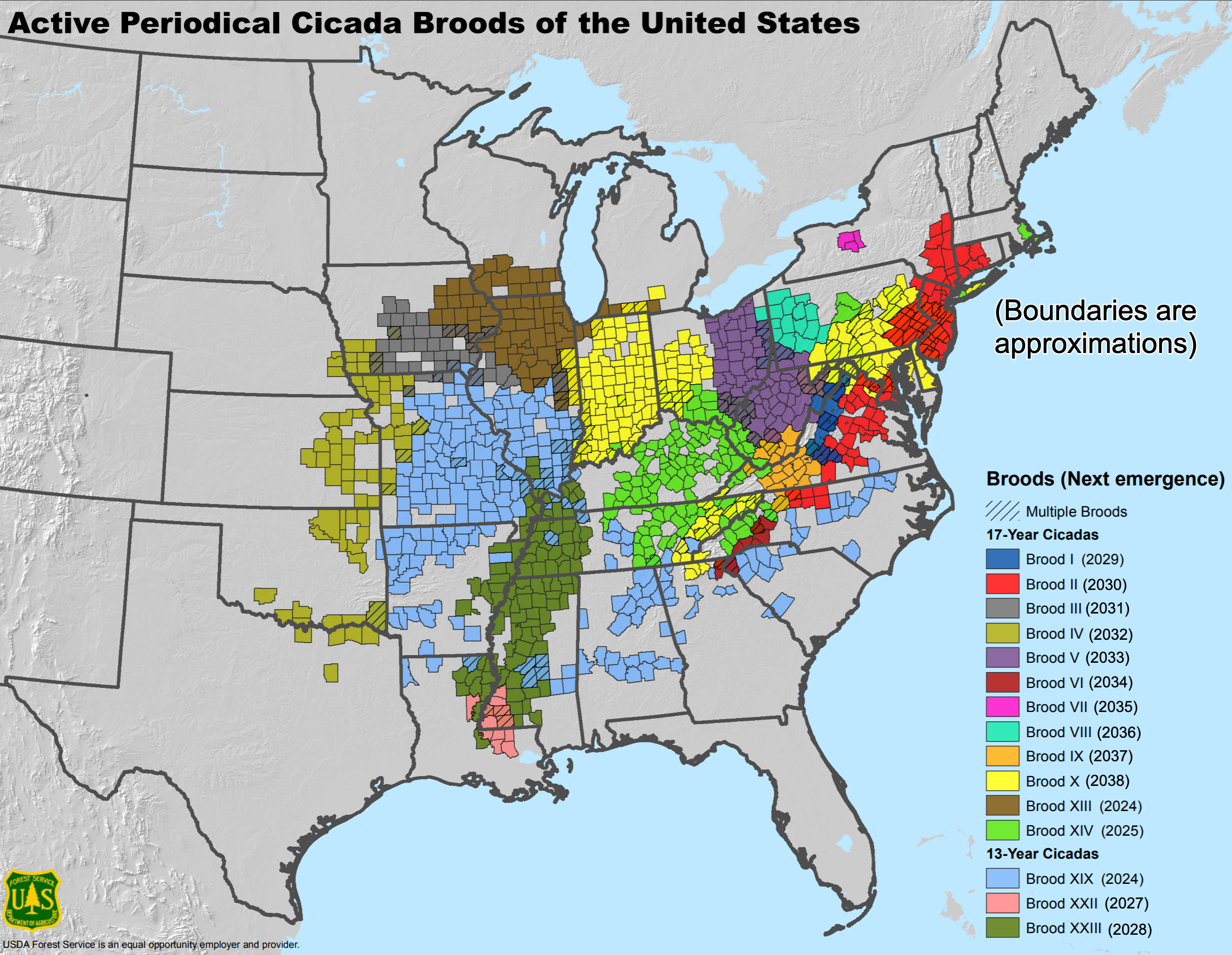
Carte prévisionnelle des émergences de cigales périodiques, comté par comté. Service forestier de l'USDA, 2013.

### Couvains
Les populations de cigales périodiques sont classées en « couvains » définis en fonction de l'année civile où elles émergent, d'extension géographique limitée. En 2014 par exemple, le couvain XXII (cigales 13-ans) a émergé en Louisiane, et le couvain III (17-ans) dans l'Ouest de l'Illinois et l'Est de l'Iowa.
Cette numérotation a été introduite en 1898 par l'entomologiste américain Charles Lester Marlatt (en) : de I à XVII pour les cigales 17-ans (années d'émergence de 1893 à 1909) et de XVIII à XXX pour les 13-ans (1893 à 1905). Seuls dix-sept de ces trente couvains potentiels ont réellement été observés, et deux d'entre eux sont désormais éteints. Il ne subsiste aujourd'hui que les couvains I à X, XIII et XIV (17-ans) et XIX, XXII et XXIII (13-ans).

## Taxonomie

### Phylogénie
La tribu des Lamotialnini (en), qui comporte 19 genres dont Magicicada, est présente dans le monde entier sauf en Amérique du Sud. Bien que Magicicada ne se trouve que dans l'Est de l'Amérique du Nord, ses plus proches parents sont les genres Tryella (en) et Aleeta, uniquement présents en Australie. En Amérique, son parent le plus proche est le genre Chrysolasia, présent au Guatemala.

### Espèces
On connaît sept espèces du genre Magicicada, trois de 17 ans et quatre de 13,. Elles se différencient par des motifs visibles de couleurs diverses, leurs chants et la longueur de leur cycle de vie,.
Chaque espèce de 17 ans présentant de fortes similarités avec une ou deux espèces de 13 ans, les sept espèces sont rassemblées en quatre groupes.
| Groupe d'espèces | Cycle de 17 ans | Cycle de 17 ans                          | Cycle de 17 ans                       | Cycle de 17 ans      | Cycle de 13 ans                         | Cycle de 13 ans                          | Cycle de 13 ans        |
| Groupe d'espèces | Image           | Nom scientifique                         | Nom vernaculaire                      | Répartition          | Image                                   | Nom scientifique                         | Répartition            |
| ---------------- | --------------- | ---------------------------------------- | ------------------------------------- | -------------------- | --------------------------------------- | ---------------------------------------- | ---------------------- |
| Decim            |                 | M. septendecim Linné, 1758               | Sauterelle 17-ans Cigale Pharaon      | Canada et États-Unis |                                         | M. tredecim Walsh et Riley, 1868         | Sud-Est des États-Unis |
| Decim            |                 | M. septendecim Linné, 1758               | Sauterelle 17-ans Cigale Pharaon      | Canada et États-Unis | M. neotredecim Marshall et Cooley, 2000 | États-Unis                               |                        |
| Cassini          |                 | M. cassinii Fisher, 1852                 | Cigale 17-ans Cigale périodique naine | États-Unis           |                                         | M. tredecassini Alexander et Moore, 1962 | États-Unis             |
| Decula           |                 | M. septendecula Alexander et Moore, 1962 |                                       | États-Unis           |                                         | M. tredecula Alexander et Moore, 1962    | États-Unis             |

## Distribution
Les cigales périodiques se rencontrent dans l'Est des États-Unis, au-delà des Grandes Plaines,. Les cigales dix-sept-ans sont majoritairement présentes dans le Nord, les cigales treize-ans dans le Sud et le Middle West,. Des populations découvertes en Ontario (Canada) sont considérées comme éteintes. D'autres ont été signalées en 2016 dans la province canadienne du Nouveau-Brunswick.

## Habitat
Les cigales périodiques peuplent les forêts décidues de montagne, à l'est des Grandes Plaines.

## Pathogènes

### Mite de la feuille de chêne
En se nourrissant de manière habituelle des larves des moucherons de la galle du chêne (Polystepha pilulae) et d'autres insectes, les cigales entrent en contact avec la mite de la feuille de chêne (Pyemotes herfsi) (aussi connu en anglais sous le nom de itch mite) qui devient un ectoparasite des œufs pondus par les cigales. Après qu'elles ont déposé leurs oeufs sur les branches des chênes, les mites s'en nourrissent et se reproduisent ce qui accroît leur population.

### Massospora cicadina
Le champignon Massospora cicadina est un pathogène qui infectent des cigales périodiques ayant des cycles de vie de 13 et 17 ans.
L'infection des cigales consiste en une insertion de spores qui croissent progressivement au bout de l'abdomen des cigales vivantes, ce qui engendre infertilité, transmission du pathogène et éventuellement la mort des celles-ci.

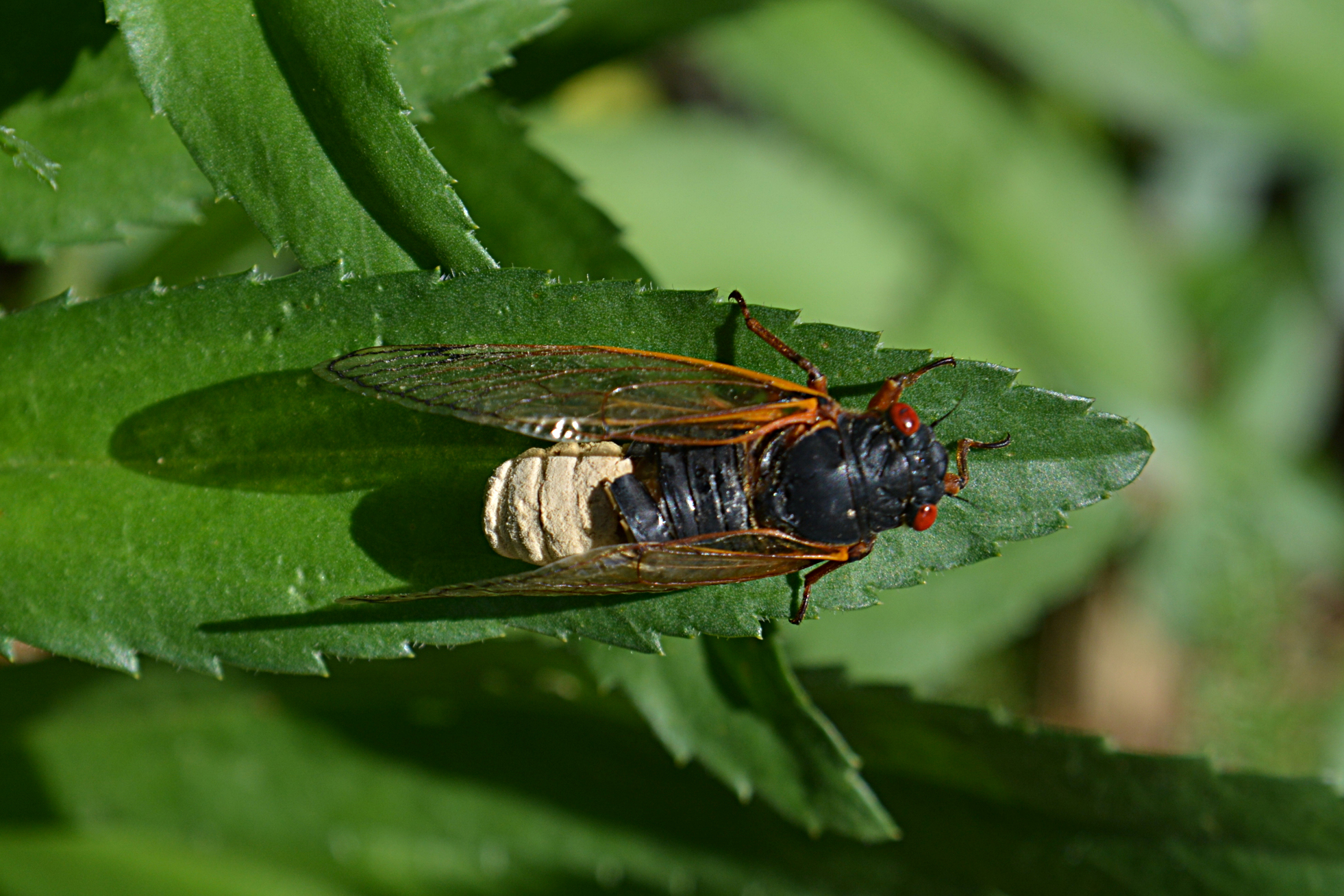
Une cigale Magicicada avec une infection abdominale avancée de Massospora cicadina à Bethesda, Maryland (31 Mai 2021)

## Adaptation évolutive
L'émergence synchronisée des cigales périodiques et un long cycle de vie larvaire correspondent à une stratégie de saturation des prédateurs potentiels. Émergeant en grand nombre, les espèces du genre Magicicada réduisent la probabilité qu'un prédateur ou un parasite soit présent en abondance durant leur période de vie adulte et puisse causer la disparition de toutes les populations de l'hémiptère. Une durée de vie larvaire de 13 ou 17 années, deux nombres premiers, rend plus rare encore la coïncidence d'un pic d'abondance d'un prédateur ou d'un parasite avec l'émergence des cigales,,.